# Chip và Dale
Chip và Dale (cũng có thể đọc là Chip 'n' Dale hoặc Chip an' Dale) là một bộ đôi nhân vật hoạt hình được Công ty Walt Disney tạo ra vào năm 1943. Hai nhân vật này là anh em sóc chuột được nhân hóa, tên của chúng là một lối chơi chữ dựa trên tên của nhà sản xuất tủ và thiết kế đồ nội thất nổi tiếng ở thế kỷ 18 Thomas Chippendale. Điều này là do Bill "Tex" Henson, một nghệ sĩ vẽ truyện tại xưởng gợi ý.
Bill Justice là người đầu tiên phác họa các nhân vật và ra mắt trong tập phim ngắn Private Pluto về Pluto năm 1943, do Clyde Geronimi đạo diễn. Cả hai chú sóc chiến đấu với Pluto về việc liệu họ có thể cất giữ hạt dẽ trong một khẩu pháo của căn cứ quân sự hay không. Ba năm sau, đạo diễn Jack Hannah quyết định sử dụng chúng làm bạn diễn trong phim ngắn của Vịt Donald. Hannah nói:
"Tôi tin rằng Gerry Geronimi đã thực hiện một bức ảnh với hai chú sóc chuột nhỏ xấc xược vừa kêu vừa líu lo một bản nhạc cực nhanh nhưng không có lời. Ông ấy đã áp dụng chúng với Pluto ... Tôi muốn sử dụng chúng với Vịt nhưng với một chút cá tính hơn trong chúng. Vì vậy, chúng tôi quyết định đưa ngôn từ vào miệng của chúng nhưng tăng tốc độ để bạn có thể gần như không hiểu chúng ... Chúng tôi cho cả hai đều có tính cách giống nhau - nhưng thiếu một cái gì đó. Bill Peet đã đưa ra đề xuất làm cho một trong hai con trở thành một kẻ ngốc nghếch để tạo cho chúng hai tính cách khác nhau. Ngay lập tức tôi nhìn thấy lợi thế của điều đó và đưa ra gợi ý."

Trong hai con, Chip được miêu tả là nhân vật an toàn, tập trung và có óc lập kế hoạch hợp lý. Ngược lại, Dale lại thoải mái hơn, ít hiểu biết, bốc đồng và có khiếu hài hước rất mạnh. Ban đầu cả hai có ngoại hình rất giống nhau, nhưng để phân biệt chúng, một số điểm khác biệt đã được đưa ra: Chip có chiếc mũi nhỏ màu đen và hai chiếc răng nhô ra ở giữa, trong khi Dale có chiếc mũi lớn màu đỏ sẫm và một khoảng hở nổi bật giữa hai cái răng cửa của anh ta. Chip cũng được miêu tả là có mái tóc mượt mà trong khi Dale có tóc xù.
Trong hầu hết các phim hoạt hình, chúng được ghép với Pluto, chuột Mickey, hoặc thường xuyên nhất là Vịt Donald, đóng vai trò phản diện của bộ đôi sóc chuột. Chúng cũng có loạt phim riêng vào thập niên 1950, nhưng chỉ có ba phim hoạt hình có tên chính thức: Chicken in the Rough (1951), Two Chips and a Miss (1952) và The Lone Chipmunks (1954). Bộ đôi đã được đề cử Giải thưởng Viện hàn lâm cho Phim hoạt hình ngắn hay nhất ba lần trong bốn năm: năm 1946 cho Squatter's Rights (chống lại Mickey và Pluto), vào năm 1947 cho Chip an 'Dale' và năm 1949 cho Toy Tinkers (cả hai đều chống lại Vịt Donald). Vào những năm 1980, cả hai trở thành nhân vật chính của loạt phim truyền hình dài nửa tiếng Chip' n Dale: Rescue Rangers, trong đó chúng tham gia vào những cuộc phiêu lưu với tư cách là lãnh đạo của một công ty thám tử.

## Lịch sử
Trong thời kì Đệ nhị thế chiến, phong cách hoạt họa Disney đổi từ phương pháp "kinh điển hóa" sang "bình dân" với việc tăng cường miếng hài thay vì những tình tiết đậm ảnh hưởng nhạc kịch. Tiếp nối sự thành công của nhân vật vịt Donald khi thậm chí đã đi vào sinh hoạt của người lính ngoài chiến địa, nhà chế tác Disney quyết định sáng tạo thêm những nhân vật bổ sung cho tính cách vịt Donald ngay khi cảm thấy nhân vật chó Pluto không khả quan thương mại cho lắm, bởi thị hiếu công chúng không ưa lối tấu hài phát xuất từ những tình huống ngớ ngẩn.
Năm 1943, bản phác Chip và Dale của họa sĩ Bill Justice được phê duyệt. Đấy là hai chú sóc chuột sống ở thôn trang và thường thu hoạch trái hồ đào rụng dưới gốc cây, khá thích hợp với thị hiếu phần đông binh sĩ Mỹ và thân nhân của họ đương thời. Tên của hai chú được gợi ý từ sự chiết tự tên ông Thomas Chippendale, một kĩ sư đồ gỗ trứ danh ở Yorkshire thế kỷ XVIII. Đồng thời, âm đọc nghe na ná tiếng chiêm chiếp đặc trưng của loài sóc khi chạy nhảy trên cành cây.
Theo phác thảo ban đầu, Chip và Dale vốn là anh em ruột nên có ngoại hình giống hệt nhau, tính cách cũng không khác mấy. Tuy nhiên, việc này lâu dài có thể gây sót lầm cho khán giả khi theo dõi diễn biến các câu truyện, vì thế nhà sản xuất đã sửa thêm: Chú Chip có mũi đen, là nhân vật lanh lẹ, khôn ngoan và biết lập kế hoạch hợp lý; trong khi chú Dale có mũi nâu, tính lười biếng ham ăn và nhanh nhảu đoảng, thường vì vậy mà dính vào rắc rối khiến Chip phải lo cứu. Ngoài ra, răng Chip sẽ dài hơn răng Dale, tóc lởm chởm mượt mà trong khi Dale thì để đầu bù xù như tổ quạ; Dale là nhân vật câm, trong khi Chip nói nhiều và liến thoắng. Những kịch tính trong phim chủ yếu do nhân vật Dale gây ra vì tính cách ngớ ngẩn.
Thôn trang
Trong hai thập niên đầu kể từ khi được duyệt, truyện phiêu lưu của anh em Chip và Dale chỉ quẩn quanh ở một thôn trang bên bìa rừng, hoặc là các chú đi thu hoạch hồ đào bị té hoặc vì đi ăn cắp trong vườn nên bị đuổi. Theo tính toán của nhà sản xuất, truyện Chip và Dale mạo hiểm được chia thành hai phiên bản chiếu hầu như cùng thời gian để khán giả tự chọn:
1. Chip và Dale[5] (Chip and Dale): Hầu như chỉ gồm đôi nhân vật này, đây là phiên bản dành cho thiếu nhi, với cốt truyện giản dị và ít khôi hài.
2. Chip và Dale và... Donald[6][7] (Chip and Dale and... Donald): Phiên bản chiếu khu biệt cho tuổi mới lớn, với cốt truyện li kì và cài thêm yếu tố cấm kị (nhân vật dùng dao nhọn, súng, đánh nhau vỡ đầu, chảy máu...). Nhân vật vịt Donald được coi là xúc tác tạo nên mâu thuẫn và là phản diện, sắm vai một ông chủ trang viên bẳn tính và cũng gian tham, thường tìm cách đưa Chip và Dale vào tròng để tiêu diệt. Đây là phiên bản đạt doanh số cao nhất trong toàn bộ loạt phim Chip và Dale và Vịt Donald suốt thập niên 1950.
3. Chip và Dale và...[8] (Chip and Dale and...): Phiên bản ít được sản xuất nhất, thường chỉ để chiếu ở rạp chờ phim điện ảnh dài. Gồm cuộc phiêu lưu của Chip và Dale với một số nhân vật Disney quen thuộc như chuột Mickey, chó Pluto, đàn gà... Kể từ đầu thập niên 1950, phiên bản này được bán bản quyền với giá rất rẻ cho hệ thống truyền hình công lập vì yếu tố thương mại không cao.

Thành thị
Sang đầu thập niên 1960, do không khí Chiến tranh Lạnh ngày càng gay gắt, dòng hoạt họa chuộng yếu tố hành động li kì ngày càng lấn át những phim đề cao tính mộc mạc và ước lệ. Vì thế theo xu hướng chung, thương hiệu Chip và Dale có nguy cơ đổ bể. Để cứu vãn, nhà chế tác quyết định cải biến hoàn toàn đôi nhân vật này.
Theo kịch bản phác thảo, trào lưu công nghiệp hóa đã tràn tới thôn trang khiến cho khu vực sinh thái lý tưởng của anh em Chip và Dale hẹp dần. Bộ đôi quyết định trèo lên một chiếc thuyền bằng gỗ mục để đi tìm đất cắm dùi xa hơn. Nhưng dòng nước lũ đã cuốn họ vào đường cống ngầm của thành phố New York. Lúc lên bờ, bộ đôi gặp rồi làm quen được với một biệt đội chuột, rồi từ đó gia nhập nhóm này chuyên thực hiện những phi vụ gay cấn hòng chống lại các ông trùm thế giới ngầm trong thành phố.
Ở phiên bản này, Chip và Dale hành xử khôn lớn hơn, còn Dale cũng bớt ngốc và có thể nói được. Chip hầu như là nhóm trưởng và có cảm tình với một cô chuột ưa làm đỏm trong biệt đội.
Loạt phim kết hợp giữa trinh thám và xã hội đen này được chiếu trên hệ thống truyền hình trả phí của Walt Disney theo dạng ngắn tập nhưng chia thành nhiều kì. Trong một số thời điểm, nhà sản xuất cũng thực hiện những cuốn điện ảnh chừng 50 phút đem ra rạp.

## Văn hóa
Thời kì hưng thịnh nhất của thương hiệu Chip và Dale thường được coi là các thập niên 1950 và 1960, nhưng không phải lúc nào cũng thuận lợi. Hầu như ngay sau khi xuất hiện, Chip và Dale đụng phải đối thủ vô cùng ăn khách là Woody Woodpecker, nhân vật gõ kiến của hãng Universal Pictures dành cho thanh thiếu niên với biên độ không hạn chế trong các pha hành động. Tuy vậy, Chip và Dale cũng thường được coi là phiên bản "dễ thương" hơn của vịt Donald và là sự kế tục hợp lý dạng nhân vật hành động trượng nghĩa Popeye từng thịnh hành suốt thập niên 1930. Có những giai đoạn, hệ thống truyền hình Bắc Mỹ được coi là cuộc ganh đua căng thẳng giữa loạt phim Chip và Dale và... Donald với Tom và Jerry.
Sang tới cuối thập niên 1970, thương hiệu Chip và Dale một lần nữa bị thách thức bởi sự lên ngôi của trào lưu hoạt họa kết hợp âm nhạc mùa Giáng Sinh David Seville và đội Sóc Chuột, với cùng lối tạo hình nhân vật nhưng cốt truyện sinh động hơn. Tự bấy tới nay, các bộ phim Chip và Dale chỉ có thể tồn tại trên sóng truyền hình Disney và nhượng quyền thương mại.
Tại Việt Nam, loạt phim Chíp và Đên bắt đầu được Đài Truyền hình Việt Nam giới thiệu trong chương trình Những bông hoa nhỏ (VTV1) lúc 18:00 kể từ năm 1996, chủ yếu là các cuộc mạo hiểm của bộ đôi Chip và Dale vào nông trại vịt Donald. Sang tới đầu thập niên 2000, kênh VTV3 lại chiếu một số tập Chip và Dale phiêu lưu cùng biệt đội chuột trong chương trình Góc thiếu nhi lúc 17:00.